# علي ماهر (لاعب كرة قدم)
علي ماهر (مواليد 3 ديسمبر 1973) هو مهاجم كرة قدم مصري سابق. لعب في النادى الأهلي ونادي الترسانة.
سطع نجمه في نادى الترسانة وأصبح أحد اللاعبين المهمين في تشكيلة المنتخب الأويمبي الحائز على ذهبية دورة الألعاب الأفريقية وشارك مع المنتخب الأول في كأس الأمم الأفريقية 1996 قبل أن ينضم إلى النادى الأهلي وسرعان ما أصبح علي ماهر أفضل هداف في مصر، متصدراً هدافي بطولة الدورى العام قبل أن يأتي الحارس الأفريقي مامادو سيدي بيه يصيبه أصابه بالغة. جلس علي ماهر وقت طويل على دكه البدلاء وخارج التشكيل الأساسي حتى هبط مستواه وانتقل إلى عده أندية حتى أعلن اعتزاله وتولى تدريب فرق الأشبال بالنادي الأهلي حتى تم اختياره مدرب بالفريق الأول للنادي الأهلي.

## روابط خارجية
- علي ماهر على موقع الاتحاد الدولي (مؤرشف)  (الإنجليزية)
- علي ماهر على موقع قاعدة بيانات كرة القدم.إي يو (الإنجليزية)
- علي ماهر على موقع ناشيونال فوتبول تيمز (الإنجليزية)
- علي ماهر على موقع عالم كرة القدم.نت (الإنجليزية)